# King of Pain
«King of Pain» — песня группы The Police с альбома 1983 года Synchronicity.
Это второй сингл с альбома в США и четвёртый в Великобритании. Также это самый успешный сингл группы в США (он попал на третью строчку чарта Billboard в октябре 1983 и пять недель возглавлял чарт Hot Mainstream Rock Tracks) после «Every Breath You Take». В Великобритании песня достигла 17-й строчки чартов в январе 1984.

## Список композиций
7": A&M / AM 176 (UK)
1. «King of Pain» — 4:59
2. «Tea in the Sahara» (Live) — 5:05

7": A&M / AM-2569 (US)
1. «King of Pain» — 4:59
2. «Someone to Talk To» — 3:08

12": A&M / AMX 176 (UK)
1. «King of Pain» — 4:59
2. «Tea in the Sahara» (Live) — 5:05

## Версия Аланис Мориссетт
18 сентября 1999 года Аланис Мориссетт исполнила кавер-версию на «King of Pain» в рамках шоу MTV Unplugged. Песня впоследствии вошла в альбом Alanis Unplugged. Был выпущен сингл за пределами Соединенных Штатов. Также на сингле присутствуют треки Baba, Thank U и Your House, которые также были исполнены на концерте, но не вошли в альбом.

## Список композиций
1. «King of Pain» — 3:58
2. «Thank U» — 4:35
3. «Baba» — 4:36
4. «Your House» — 3:24